# Governador Nunes Freire
Governador Nunes Freire este un oraș în Maranhão (MA), Brazilia.